# Juan Antonio Martínez Camino

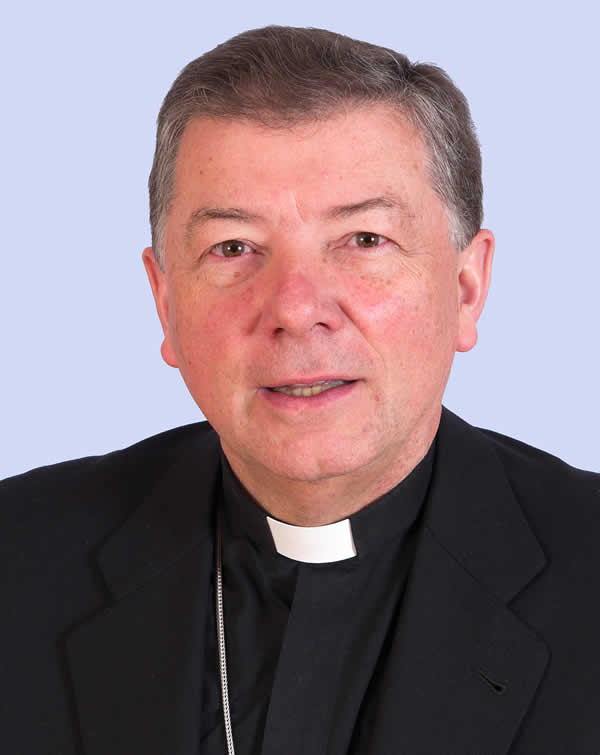
Juan Antonio Martínez Camino 2016.

Juan Antonio Martínez Camino SJ (* 9. Januar 1953 in Santa Cruz de Marcenado, Siero, Spanien) ist ein spanischer römisch-katholischer Geistlicher und Weihbischof im Erzbistum Madrid.

## Leben
Juan Antonio Martínez Camino trat der Ordensgemeinschaft der Jesuiten bei und empfing am 24. Mai 1980 die Priesterweihe. Er wurde 1990 an der Philosophisch-Theologischen Hochschule Sankt Georgen in Frankfurt am Main bei dem Dogmatiker Erhard Kunz mit einer Arbeit über die natürliche Theologie bei Wolfhart Pannenberg und Eberhard Jüngel promoviert. Er war bis 2001 Professor an der Päpstlichen Universität Comillas in Madrid.
Von 1993 bis 2001 war er zudem Direktor des Sekretariats für die Glaubenslehre bei der Spanischen Bischofskonferenz. 1997 wurde er in die Internationale Akademie für Religionswissenschaften in Brüssel gewählt. Papst Johannes Paul II. ernannte ihn 1999 zum Berater der europäischen Bischofssynode. Seit 2003 war er Generalsekretär der Spanischen Bischofskonferenz.
Am 17. November 2007 ernannte ihn Papst Benedikt XVI. zum Titularbischof von Bigastro und bestellte ihn zum Weihbischof im Erzbistum Madrid. Die Bischofsweihe spendete ihm der Erzbischof von Madrid, Antonio María Kardinal Rouco Varela, am 19. Januar des folgenden Jahres; Mitkonsekratoren waren die beiden Weihbischöfe in Madrid, Fidel Herráez Vegas und César Augusto Franco Martínez.

## Schriften
- Recibir la libertad. Dos propuestas de fundamentación de la teología en la Modernidad, 1992
- Libertad de verdad. Sobre la ‘Veritatis splendor’, 1995
- „Qué pasa por fabricar hombres“ Clonación, reproducción artificial y antropología cristiana, 2001
- Evangelizar la cultura de la libertad, 2002